# Лако Амено
Лако Амено (итал. Lacco Ameno) је насеље у Италији у округу Напуљ, региону Кампанија.
Према процени из 2011. у насељу је живело 4083 становника. Насеље се налази на надморској висини од 46 м.

## Становништво
| 1931. | 1936. | 1951. | 1961. | 1971. | 1981. | 1991. | 2001. | 2011. |
| ----- | ----- | ----- | ----- | ----- | ----- | ----- | ----- | ----- |
| 1.879 | 1.848 | 2.060 | 2.513 | 3.055 | 1.931 | 3.936 | 4.273 | 4.675 |